# Петропавловск (Чувашия)
Петропа́вловск (чув. Петропавловск) — деревня в составе Магаринского сельского поселения Шумерлинского района Чувашской Республики. 

## География
Деревня расположена на берегах реки Кумажана, в 119 км от города Чебоксары, столицы Чувашии, в 19 км от города Шумерля, районного центра, в 19 км от ближайшей железнодорожной станции — Шумерля.
Часовой пояс
Деревня Петропавловск, как и вся Чувашская Республика, находится в часовой зоне МСК (московское время). Смещение применяемого времени относительно UTC составляет +3:00.
Административно-территориальная принадлежность
В составе: Атаевской волости Ядринского уезда (до 1 октября 1927 года), Красночетайского (до 1 марта 1935 года), Шумерлинского (до 3 ноября 1965 года) районов, Шумерлинского горсовета (до 30 декабря 1966 года). С 30 декабря 1966 года деревня вновь в составе Шумерлинского района:218-219.

Сельские советы: Нижнекумашкинский (с 1 октября 1927 года), Магаринский (с 24 июня 1931 года), Саланчикский (с 14 июня 1954 года), Магаринский (с 30 мая 1957 года):218-219. 

## История
Жители занимались сельским хозяйством. В 1931 году образован колхоз «Будь готов». 

По состоянию на 1 мая 1981 года деревня Петропавловск Магаринского сельского совета — в составе совхоза «Шумерлинский»:107.

## Население
| 2010 | 2012 |
| ---- | ---- |
| 82   | ↗96  |

Число дворов и жителей: в 1924 году — 29 дворов, 48 мужчин, 46 женщин; в 1939 — 102 мужчины, 118 женщин; в 1979 — 75 мужчин, 94 женщины; в 2002 — 45 дворов, 105 человек: 54 мужчины, 51 женщина; в 2010 — 35 частных домохозяйств, 82 человека: 40 мужчин, 42 женщины. 
По данным Всероссийской переписи населения 2002 года в деревне проживали 105 человек, преобладающая национальность — чуваши (90 %).

## Инфраструктура
Функционирует СХПК «Дружба» (по состоянию на 2010 год). Имеются 2 спортплощадки.
Памятники и памятные места
Обелиск воинам-землякам, погибшим в годы Великой Отечественной войны (ул. Островского).